# Wijken en buurten in Rheden
De Nederlandse gemeente Rheden is voor statistische doeleinden onderverdeeld in wijken en buurten. De gemeente is verdeeld in de volgende statistische wijken:
- Wijk 00 Dieren (CBS-wijkcode:027500)
- Wijk 01 Rheden (CBS-wijkcode:027501)
- Wijk 02 Velp (CBS-wijkcode:027502)

Een statistische wijk kan bestaan uit meerdere buurten. Onderstaande tabel geeft de buurtindeling met kentallen volgens het Centraal Bureau voor de Statistiek (2008):
| CBS-buurtcode | Buurtnaam                                       | Inwonertal | Opp. totaal (ha) | Opp. land (ha) | Ligging                |
| ------------- | ----------------------------------------------- | ---------- | ---------------- | -------------- | ---------------------- |
| BU02750000    | Dieren-Zuid beneden spoorlijn                   | 2230       | 141              | 134            | Locatie in de gemeente |
| BU02750001    | Dieren-Noord boven spoorlijn                    | 8270       | 196              | 193            | Locatie in de gemeente |
| BU02750002    | Dieren-West boven spoorlijn                     | 4300       | 189              | 189            | Locatie in de gemeente |
| BU02750003    | Spankeren                                       | 870        | 101              | 95             | Locatie in de gemeente |
| BU02750004    | Ellecom                                         | 1080       | 81               | 81             | Locatie in de gemeente |
| BU02750005    | Laag-Soeren                                     | 700        | 105              | 105            | Locatie in de gemeente |
| BU02750007    | Verspreide huizen bosgebied Laag Soeren         | 120        | 1130             | 1130           | Locatie in de gemeente |
| BU02750008    | Verspreide huizen Spankeren                     | 140        | 429              | 413            | Locatie in de gemeente |
| BU02750009    | Verspreide huizen Fraterwaard en Beimerwaard    | 90         | 724              | 649            | Locatie in de gemeente |
| BU02750010    | Verspreide huizen bosgebied Ellecom             | 0          | 238              | 238            | Locatie in de gemeente |
| BU02750011    | Verspreide huizen bosgebied Dieren              | 0          | 353              | 353            | Locatie in de gemeente |
| BU02750100    | Rheden                                          | 7080       | 283              | 262            | Locatie in de gemeente |
| BU02750101    | Rheden-West ten westen van Oranjeweg en Haveweg | 60         | 101              | 98             | Locatie in de gemeente |
| BU02750102    | Verspreide huizen Rheden                        | 220        | 240              | 228            | Locatie in de gemeente |
| BU02750103    | De Steeg                                        | 1110       | 77               | 67             | Locatie in de gemeente |
| BU02750106    | Verspreide huizen bosgebied De Steeg            | 10         | 886              | 886            | Locatie in de gemeente |
| BU02750107    | Verspreide huizen bosgebied Rheden              | 10         | 1318             | 1318           | Locatie in de gemeente |
| BU02750108    | Verspreide huizen Havikerwaard en Middachten    | 80         | 746              | 663            | Locatie in de gemeente |
| BU02750200    | Velp-Noord boven spoorlijn                      | 6890       | 274              | 274            | Locatie in de gemeente |
| BU02750201    | Velp-Zuid beneden spoorlijn                     | 7330       | 142              | 142            | Locatie in de gemeente |
| BU02750202    | Velp-Zuid ten zuiden van Waterstraat            | 3080       | 96               | 90             | Locatie in de gemeente |
| BU02750208    | Verspreide huizen Velp-Noordoost                | 30         | 256              | 256            | Locatie in de gemeente |
| BU02750209    | Verspreide huizen Velp-Zuidoost                 | 90         | 334              | 310            | Locatie in de gemeente |